# Klepu (Butuh)
Klepu is een bestuurslaag in het regentschap Purworejo van de provincie Midden-Java, Indonesië. Klepu telt 813 inwoners (volkstelling 2010).